# Jermaine Marshall
Jermaine Terrell Marshall (Goldsboro, 7 novembre 1990 – Nantes, 18 gennaio 2019) è stato un cestista statunitense.